# Pinky the Whiz Kid
Pinky the Whiz Kid, il cui vero nome è Pinkerton "Pinky" Butler, era un supereroe dei fumetti originariamente pubblicati dalla Fawcett Comics, ora di proprietà della DC Comics. Un combattente del crimine simile a Robin, possedeva dei dispositivi che lo aiutavano a catturare i criminali insieme alle sue abilità atletiche e nel combattimento corpo a corpo.

## Biografia del personaggio
Pinky era il figlio adottivo del Procuratore Distrettuale Brian Butler, conosciuto come Mister Scarlet, che combatté il male nella sua città per anni. Il successo di suo padre era così alto che spesso il suo lavoro era in bilico per la mancanza di crimine. Come risultato, durante la serie fece molti altri lavori per sbarcare il lunario.
Sebbene inizialmente comparvero negli anni quaranta, Mister Scarlet e Pinky si rivelarono essere ancora attivi e connessi allo stesso livello di età negli anni settanta durante un'alleanza con la Justice League of America e la Justice Society of America. Fu durante questa alleanza che i due combattenti del crimine si unirono ad un altro gruppo di eroi per formare la Squadron of Justice di Shazam, sebbene nessuna avventura del gruppo fu mai più raccontata da allora.

## Altre versioni
Dopo la Crisi, fu rivelato che Pinky prese l'identità di suo padre dopo la sua morte, essendo stato in attività a Fawcett City per molti anni. Fu anche rivelato come mantennero la loro giovinezza dagli anni '40: Shazam fornì un'aura protettiva per decenni così che gli abitanti invecchiassero più lentamente dei loro contemporanei delle altre città.
Una nuova versione di Mister Scarlet comparve in Kingdom Come della Elseworld e nella miniserie The Kingdom. Mister Scarlet fu raffigurato come uno splendente diavolo rosso di un uomo conosciuto per aver passato del tempo nel bar Teen Towers insieme a Matrice, la Figlia del Joker, e il nuovo Thunder. Possiede una cresta enorme sulla testa, basato sulla pinna del cappuccio originale, e intendeva somigliare a Savage Dragon.